# Fitjar
Fitjar é uma comuna da Noruega, com 141 km² de área e 2 895 habitantes (censo de 2005).